# رافائل فرناندس
رافائل فرناندس (به پرتغالی: Rafael Fernandes) یک شهرستان در برزیل است که در ریو گرانده شمالی واقع شده‌است.